# Psyrassa brevicornis
Psyrassa brevicornis är en skalbaggsart som beskrevs av Linsley 1934. Psyrassa brevicornis ingår i släktet Psyrassa och familjen långhorningar. Inga underarter finns listade i Catalogue of Life.